# Edradour
Edradour – destylarnia Highland single malt whisky, działająca w miejscowości Pitlochry w hrabstwie Perthshire, w Szkocji. Gorzelnia jest najmniejszą destylarnią w Szkocji.

## Produkcja
Założona w 1825, destylarnia od zawsze prowadzona była przez trzech ludzi. Produkowane jest tylko dwanaście beczek na tydzień. Rocznie w Edradour produkowane jest 1600 skrzynek whisky, każda po 9 litrów. Zakład udostępniony jest do zwiedzania.

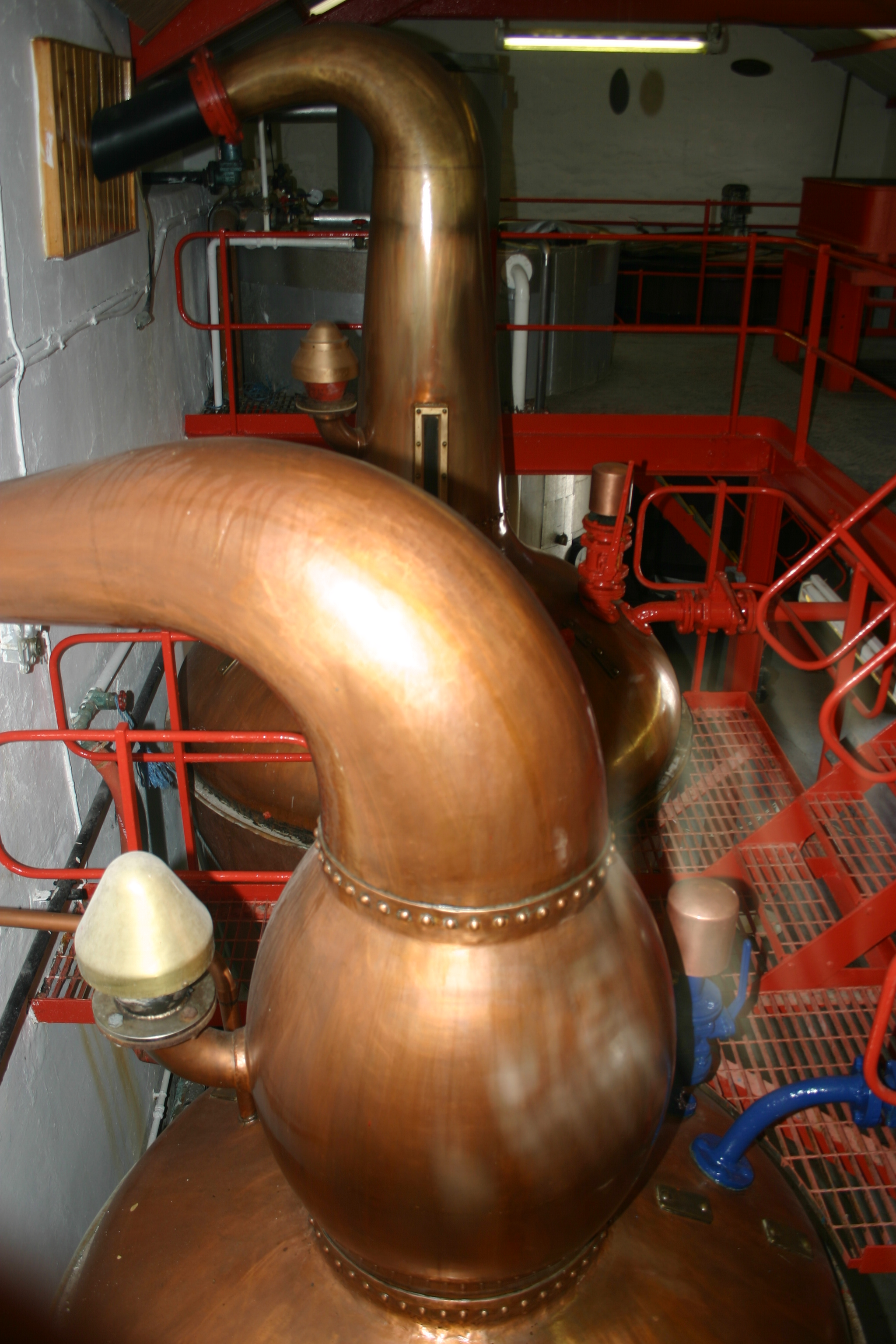
zakładowe alembiki.

Alembiki są najmniejszymi używanymi do destylacji whisky w całej Szkocji. Jeśli byłyby mniejsze, zostałyby zakwestionowane przez brytyjski urząd skarbowy i uznane za przenośne czyli umożliwiające ukrytą, nielegalną produkcję.
Destylarnia proponuje szeroką gamę whisky. Większość jest filtrowana na zimno w procesie, w którym usuwane są odbarwienia, co daje alkoholowi czystszą barwę. Dzięki temu popularna whisky-on-the-rock nie mętnieje. Dostępne są również non-chill-filtered 12-yo, które to są wykorzystywane do marek "House of Lords" i "Clan Campbell" z kategorii blended whisky.

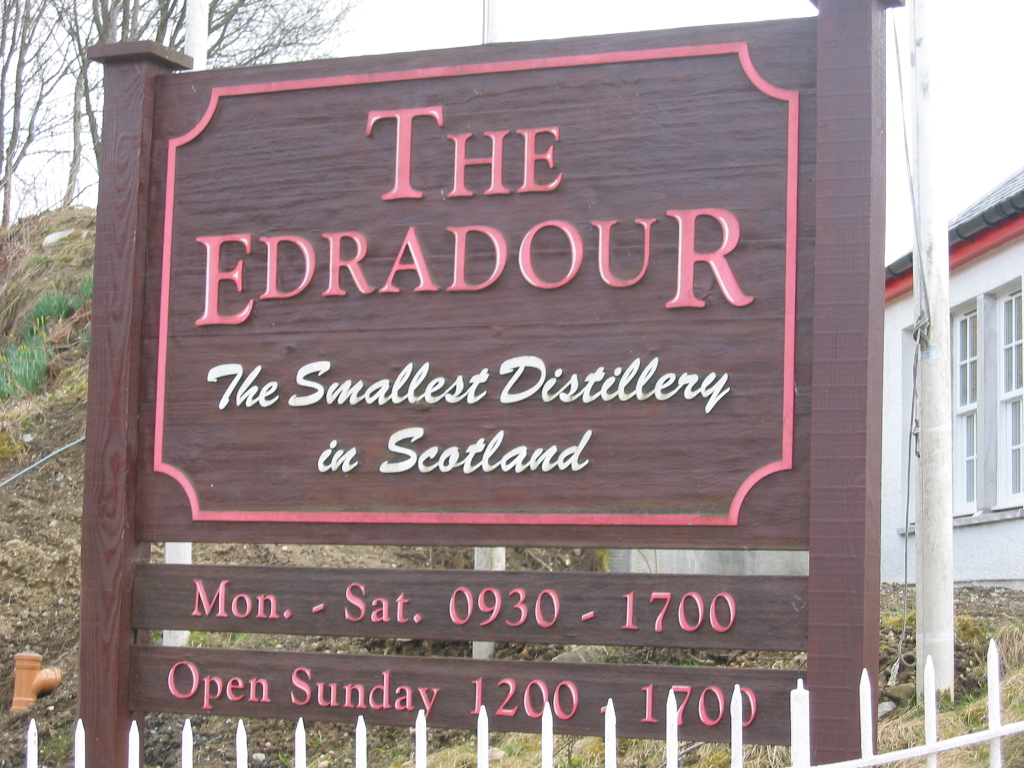
Tablica informacyjna.